# Kliopsyllus gigas
Kliopsyllus gigas is een eenoogkreeftjessoort uit de familie van de Paramesochridae. De wetenschappelijke naam van de soort is voor het eerst geldig gepubliceerd in 1965 door Wells.